# Грабино (Роменский городской совет)
Грабино (укр. Грабине) — село,
Роменский городской совет,
Сумская область,
Украина.
Код КОАТУУ — 5910790001. Население по переписи 2001 года составляло  человек .

## Географическое положение
Село Грабино находится на расстоянии в 2 км от города Ромны и села Колесниково.